# Latiksjön
Latiksjön är en sjö i Åsele kommun i Lappland och ingår i Ångermanälvens huvudavrinningsområde. Sjön har en area på 0,244 kvadratkilometer och ligger 323 meter över havet. Sjön avvattnas av vattendraget Stamsjöån.

## Delavrinningsområde
Latiksjön ingår i det delavrinningsområde (713343-154536) som SMHI kallar för Utloppet av Latiksjön. Medelhöjden är 352 meter över havet och ytan är 2,06 kvadratkilometer. Räknas de 3 avrinningsområdena uppströms in blir den ackumulerade arean 122,67 kvadratkilometer. Stamsjöån som avvattnar avrinningsområdet har biflödesordning 2, vilket innebär att vattnet flödar genom totalt 2 vattendrag innan det når havet efter 230 kilometer. Avrinningsområdet består mestadels av skog (85 procent). Avrinningsområdet har 0,25 kvadratkilometer vattenytor vilket ger det en sjöprocent på 11,9 procent.